# Бардхаман (округ)
Бардхама́н (англ. Bardhaman, бенг. বর্ধমান জেলা) или Бурдва́н (англ. Burdwan) — округ в индийском штате Западная Бенгалия. На севере граничит с округами Бирбхум и Муршидабад, на западе — со штатом Джаркханд, на юго-западе — с округами Пурулия и Банкура, на юге — с округом Хугли и на востоке с округом Надия. Крупнейший город округа и его административный центр — Бардхаман (Бурдван). Другие крупные города: Дургапур и Асансол.

## Известные уроженцы
- Шридхара Госвами

- 108 храмов Шивы
- Bardhaman Church
- Церковь
- Бхарати-бхаван
- Бурдванская муниципальная старшая школа
- Бурдванский дворец
- Больница Бурдванского медицинского колледжа
- Ворота административного комплекса Бурдванского университета
- Южные ворота академгородка Бурдванского университета
- Бунгало в Бурнпуре
- Парк им. Неру в Бурнпуре
- Дургапур
- Голапбаг
- Бурдванский планетарий
- Кёрзонские ворота
- Река Дамодар
- Дургапурский стальной завод
- Храм Сарвамангалы
- Королева Елизавета в Дургапуре